# Pleuriditrichum marylandicum
Pleuriditrichum marylandicum là một loài rêu trong họ Ditrichaceae. Loài này được A.L. Andrews & F.J. Herm. mô tả khoa học đầu tiên năm 1959.